# Leeyen Harteveld
Leeyèn Harteveld (Zoetermeer, 11 augustus 1994) is een Nederlands oud-langebaanschaatsster. Ze begon met negen jaar met schaatsen na een schaatsclinic. Harteveld heeft als junior in het internationale circuit gereden waaronder het WK Junioren in Collalbo en nam deel aan de nationale kampioenschappen afstanden en sprint. Op het NK Sprint van 2017 haalde Harteveld met de elfde plek haar beste notering.

## Persoonlijk
Harteveld volgde de opleiding tot diëtiste en is inmiddels werkzaam als diëtist in de eerstelijn.

## Persoonlijke records[7]
| Afstand    | Tijd    | Datum             | Baan       |
| ---------- | ------- | ----------------- | ---------- |
| 500 meter  | 39,70   | 29 september 2017 | Inzell     |
| 1000 meter | 1.17,50 | 26 januari 2020   | Heerenveen |
| 1500 meter | 2.02,16 | 1 oktober 2017    | Inzell     |
| 3000 meter | 4.28,05 | 6 november 2012   | Heerenveen |

## Resultaten
| Jaar | NK Afstanden                 | NK Sprint |
| ---- | ---------------------------- | --------- |
| 2014 |                              | 16e       |
| 2015 | 17e 500m 22e 1000m 23e 1500m | 19e       |
| 2016 | 20e 500m                     | 20e       |
| 2017 | 15e 500m 14e 1000m           | 11e       |
| 2018 | 17e 1000m                    | 12e       |
| 2019 | 23e 1000m                    | 19e       |
| 2020 | 19e 1000m                    | 17e       |